# Sandra Bullock
Sandra Annette Bullock (phát âm /ˈbʊlək/; sinh ngày 26 tháng 7 năm 1964) là một nữ diễn viên người Mỹ. Cô bắt đầu nổi danh trong thập niên 1990, sau khi tham gia diễn xuất trong một vài bộ phim thu được thành công như Demolition Man (1993), Speed (1994), The Net (1995), While You Were Sleeping (1995), A Time to Kill (1996), và Hope Floats (1998). Sang thiên niên kỷ mới, Bullock tiếp tục xây dựng sự nghiệp của mình với các vai diễn trong phim Miss Congeniality (2000) và Crash (2004), bộ phim nhận được sự khen ngợi từ giới phê bình. Năm 2007, cô được xếp hạng 14 trong danh sách các nữ ngôi sao giàu có nhất trong ngành giải trí với tài sản ước tính 85 triệu đô-la Mỹ. Năm 2009 được ghi nhận là một trong những năm thành công nhất trong sự nghiệp của Bullock khi cô tham gia hai bộ phim The Proposal và The Blind Side đều thu được thành công về thương mại. Với The Blind Side, cô gặt hái được nhiều giải thưởng điện ảnh ở hạng mục Nữ diễn viên chính xuất sắc nhất trong đó có giải Oscar và giải Quả cầu vàng. Cô hiện là nữ diễn viên duy nhất đoạt hai giải thưởng trái ngược là Oscar (Nữ diễn viên chính xuất sắc nhất) và giải Mâm xôi vàng (Nữ diễn viên dở nhất cho All About Steve) trong cùng một năm.
Cô được ghi nhận trong Sách Kỷ lục Guinness bản năm 2012 là nữ diễn viên có thu nhập cao nhất, với 56 triệu đô-la. Năm 2013, cô góp mặt trong phim The Heat, đây là bộ phim hài thành công nhất về mặt tài chính trong năm tại phòng vé của Mỹ, và phim Gravity, được phát hành vào ngày 4 tháng 10 năm 2013 để trùng với thời điểm bắt đầu Tuần lễ Không gian Thế giới (World Space Week). Không chỉ là một trong những bộ phim có doanh thu cao nhất trong năm, Gravity còn là bộ phim thành công nhất của Bullock về mặt thương mại lẫn nghệ thuật. Vai diễn Tiến sĩ Ryan Stone trong Gravity giúp Bullock được đề cử Giải Oscar cho nữ diễn viên chính xuất sắc nhất, Giải BFCA cho nữ diễn viên chính xuất sắc nhất, Giải SAG cho nữ diễn viên chính xuất sắc nhất, Giải BAFTA cho nữ diễn viên chính xuất sắc nhất và Giải Quả cầu vàng cho nữ diễn viên phim chính kịch xuất sắc nhất.